# 2023年女子环法自行车赛
2023年女子环法自行车赛是第2届获正式命名的女子环法自行车赛，于2023年7月23日至30日进行，此次比赛是2023年UCI女子世界巡回赛的其中一站比赛。比赛具体线路图于2022年10月公布，共分为8个赛段，均在法国境内进行，起点位于克莱蒙费朗，终点则位于波城。
总共有来自22支车队的154名运动员参加此次比赛，与去年相比，每队可多派出一名选手。具体参赛队伍名单于2023年4月14日公布，22支队伍中，15支为世界职业车队，另外7支则为洲际车队。
最终来自SD沃克斯车队的德米·福勒林以25小时17分35秒的总成绩获得该届比赛总冠军。亚军和季军分别由同样来自SD沃克斯车队的蘿特·柯派奇和来自蚕蛹-速联车队的卡塔日娜·涅维亚多马获得，两人与总冠军间的差距均为3分03秒。